# طائفة دانية والجزائر الشرقية
طائفة دانية والجزائر الشرقية هي إحدى ممالك الطوائف أسسها مجاهد العامري في شرق الأندلس عام 400 هـ في خضم فتنة الأندلس التي سبقت انهيار الدولة الأموية في الأندلس، وحافظت على استقلالها حتى ضمتها طائفة سرقسطة عام 468 هـ، فيما حافظت الجزائر الشرقية على استقلالها حتى ضمها المرابطون عام 509 هـ.

## تاريخها
تأسست الطائفة في أواخر عام 400 هـ، علي يد مجاهد العامري الذي فر من قرطبة بعد مقتل الخليفة محمد المهدي بالله إلى طرطوشة فتملكها، ثم سار منها إلى دانية، ثم استولى على الجزائر الشرقية في أواخر عام 405 هـ. استعان مجاهد بالفقيه أبو عبد الله بن عبيد الله بن الوليد المعيطي في الحكم، ونصبه خليفة على دانية والجزائر الشرقية وأعمالهما، وأخذ له البيعة، وسماه أمير المؤمنين المستنصر بالله، ونقش اسمه على السكة في جمادى الآخرة 405 هـ.
في ربيع الأول 406 هـ، شنّ مجاهد حملة على جزيرة سردينيا، استولى بها على معظم أراضي الجزيرة، ثم أغارت سفنه على الشاطئ الإيطالي بين جنوة وبيزة، مما هدد مصالحما التجارية. وأمام مقاومة أهل الجزيرة وهجمات سفن بيزة وجنوة، هُزم مجاهد هزيمة فادحة في محرم 407 هـ، وغرقت وأُسرت معظم سفنه، كذلك أسرته وابنه علي. فدا مجاهد أهله، لكن ابنه ظل لعشر سنوات أسيرًا لدى أهل سردينيا قبل أن يقبلوا فيه الفداء.
بعد عودة مجاهد من سردينيا، وجد الأمور في دانية قد اضطربت، حيث انفرد أبو عبد الله المعيطي بالسلطة، فقبض عليه مجاهد، وطرده إلى المغرب. وفي آخر عام 408 هـ، شارك لبيب الصقلبي صاحب طرطوشة حكم بلنسية، قبل أن يثور أهل بلنسية على لبيب ويخلعوه لينفرد مجاهد بحكم بلنسية. وفي عام 409 هـ، هُزم مجاهد مع قوات عبد الرحمن المرتضي بالله المطالب بالخلافة أمام جيش صنهاجة بقيادة زاوي بن زيري قرب غرناطة، والتي هُزم فيها جيش الأندلسيين، وقُتل المرتضي بالله. وفي 411 هـ، اجتمع الفتيان العامريون، وبايعوا عبد العزيز بن عبد الرحمن المنصور، وجعلوه أمير على بلنسية، فتنازل له مجاهد عنها.
بعد وفاة خيران الصقلبي عام 419 هـ، هاجم مجاهد مرسية، وأسر حاكمها أبي بكر بن طاهر الذي افتدى نفسه من مجاهد بعد ذلك بمبلغ كبير من المال. وبعد وفاة زهير الصقلبي عام 429 هـ، ضم عبد العزيز المنصور طائفة ألمرية إلى حكمه، فشعر مجاهد بالخطر من تضخم ملك عبد العزيز، فهاجم أراضي بلنسية، واعترفت له مدن شاطبة ولورقة وشوذر بالولاء، فوقعت الحرب بين الرجلين عام 433 هـ، وانتصر فيها عبد العزيز مستعينًا ببعض المرتزقة القشتاليين.
ثم توفي مجاهد العامري عام 436 هـ، فخلفه ابنه علي إقبال الدولة. تعرض علي في بداية حكمه لمحاولة اغتيال فاشلة نفذها أخاه حسن سعد الولة بمساعدة من زوج أخته المعتضد بن عباد. حكم علي مملكته حتى عام 468 هـ، حيث غزاه صهره أحمد المقتدر بالله صاحب سرقسطة، فتنازل له علي عن المدينة على أن يؤمنه على نفسه وأهله، وعاش علي في كنف صهره حتى وفاته عام 474 هـ. حاول سراج الدولة بن علي إقبال الدولة الذي كان حاكمًا على حصن شقورة أن يستعيد ملك أبيه، فاستغاث بريموند برانجيه كونت برشلونة، فأمده بقوات استعاد بها بعض الحصون، إلى أن دس عليه المقتدر من اغتاله بالسم عام 469 هـ.

## مصير الجزائر الشرقية
وقت أن سقطت دانية في يد المقتدر بالله، أعلن عبد الله المرتضي بالله والي علي إقبال الدولة على الجزائر الشرقية منذ 442 هـ استقلاله بها، وظل يحكمها حتى وفاته عام 486 هـ، فخلفه في حكمها ناصر الدولة مبشر بن سليمان. ضبط مبشر شئون الجزائر الشرقية، وتلقب بلقب ناصر الدولة.
في عام 503 هـ، أغارت سفن سيجورد الأول ملك النرويج على شواطئ غرب إسبانيا، ثم هاجمت جزيرة فورمنتيرا صغرى الجزائر الشرقية، وقتلوا حاميتها، وغنموا الكثير من الأموال التي كانت مخزنة في الجزيرة. وأمام غارات المسلمين المنطلقة من الجزائر الشرقية، شنت جمهورية بيزا حملة مشتركة مع قوات ريموند برانجيه الثالث كونت برشلونة في أوائل عام 508 هـ على الجزائر الشرقية، فعرض مبشر عليهم الصلح، إلا أنهم رفضوا. ثم رست السفن المغيرة في قطلونية في انتظار الربيع، وبدأت بعدئذ بمهاجمة جزيرة يابسة بنحو خمسمائة سفينة، ثم حاصروا ميورقة كبرى الجزائر الشرقية. قاوم مبشر الغزو، واستغاث بأمير المسلمين علي بن يوسف. فأمر علي بتجهيز الأساطيل لنجدة الجزائر الشرقية، ومهاجمة برشلونة للضغط على الغزاة. توفي مبشر بن سليمان خلال الحصار، فخلفه أبو الربيع سليمان، لكنه تعرض للأسر وهو في مركب صغير حاول العبور به لطلب النجدة. سقطت ميورقة أيدي مهاجميها في ذي القعدة 408 هـ، وعاث الغزاة فيها سلبًا وسبيًا. وقتئذ، كان أسطول المرابطين على مشارف الجزائر الشرقية، ففرت سفن الغزاة بمغانمها قبل وصول أسطول المرابطين. فعين أمير المسلمين وأنور بن أبي بكر اللمتوني حاكمًا لها، لتصبح الجزائر من وقتها جزء من دولة المرابطين.

## حكامها
- مجاهد العامري (400 هـ-436 هـ)
- علي إقبال الدولة (436 هـ-468 هـ)